# Catedral de Cubao
A Catedral de Cubao (título formal: Catedral da Imaculada Conceição de Cubao), é uma catedral católica romana localizada na cidade de Quezon, Metro Manila, nas Filipinas. É a sé episcopal do bispo católico romano de Cubao; construída em 1950 pelos Missionários do Verbo Divino, e pertenceu à ordem até 1990, quando a Arquidiocese de Manila assumiu sua administração. Em 2003, quando a Diocese de Cubao foi erigida, a paróquia foi elevada à categoria de catedral. O atual reitor da catedral é o Rev. Fr. Dennis S. Soriano, M.A., Lit.